# هایگرموس
هایگرموس (به آلمانی: Haigermoos) یک منطقهٔ مسکونی در اتریش است که در برونو آم این واقع شده‌است. هایگرموس ۷٫۴۴ کیلومتر مربع مساحت دارد ۴۷۰ متر بالاتر از سطح دریا واقع شده‌است.